# Célestin-Virgile Adiko
 (janvier 2021).
Si vous disposez d'ouvrages ou d'articles de référence ou si vous connaissez des sites web de qualité traitant du thème abordé ici, merci de compléter l'article en donnant les références utiles à sa vérifiabilité et en les liant à la section « Notes et références ».
Célestin-Virgile Adiko Assoi, né le 24 avril 1935 à Afféry (préfecture d'Adzopé) et mort le 8 juillet 1997 à Abidjan, est un enseignant, diplomate, historien, dramaturge, et homme politique ivoirien.

## Biographie
Le jeune Adiko fréquente les écoles primaires d'Afféry et d'Akoupé entre 1943 et 1948, année au cours de laquelle il rejoint le collège de Bingerville. Titulaire du brevet en 1952, il est admis à l'école normale d'instituteurs de Dabou, puis obtient un baccalauréat scientifique en 1955. Adiko prend ensuite la direction du Sénégal, où il étudie un an à l'École des Lettres de Dakar, avant de rejoindre la faculté des lettres et sciences humaines de l'université de Poitiers, en même temps que l'ancien président de la république de Côte d'Ivoire Henri Bédié : il obtient une licence en 1959. Durant cette période, il est professeur adjoint au lycée de Châtellerault jusqu'en 1960.
Adiko a servi en tant que délégué permanent de la Côte d'Ivoire auprès de l'UNESCO, ainsi que conseiller culturel à l'ambassade de Côte d'Ivoire à Paris entre 1960 et 1961 : il est nommé professeur au lycée technique d'Abidjan en février de la même année. Partisan d'une réforme des cursus éducatifs, il exerce de 1963 à 1964 comme documentaliste au Service d'Études et de Recherches Pédagogiques pour les pays en voie de développement, situé à Vanves, rue d'Ulm. Il revient ensuite en Côte d'Ivoire, où il est nommé professeur au Collège moderne de Garçons de Bingerville, puis au Lycée classique d'Abidjan ; en 1967, il devient chargé de recherches au Ministère de l'Information, alors dirigé par Mathieu Ékra, un poste qu'il occupe jusqu'en 1968.
Adiko dirige de 1969 à 1971 l'institution Ouezzin Coulibaly, fondée en l'honneur de l'homme d'État et militant anticolonialiste voltaïque du même nom, proche collaborateur d'Houphouët-Boigny durant les années de braise du Rassemblement Démocratique Africain, jusqu'à son décès survenu en 1958. Célestin-Virgile Adiko a en outre été député sous le parti unique, et membre du Grand Conseil du Parti Démocratique de Côte d'Ivoire ; il meurt à Abidjan, le 8 juillet 1997 à l'âge de 62 ans.

## Œuvre
Adiko était membre de la Société des Auteurs et Compositeurs Dramatiques, et président de l'Association Ivoirienne des Gens de Lettres ; lauréat du deuxième prix des poètes et artistes de France, il fut vainqueur en 1970 du prix de poésie de Côte d'Ivoire pour son recueil Rayons multiples. Adiko a également adapté un mythe fondateur baoulé dans une courte pièce publiée en 1971, L'Épopée de la Reine Pokou. Adiko est l'auteur de plusieurs textes inédits, dont des pièces de théâtre, des poèmes, et un roman.